# Azérat
Azérat é uma comuna francesa na região administrativa de Auvérnia-Ródano-Alpes, no departamento de Alto Loire. Estende-se por uma área de 17,81 km². Em 2010 a comuna tinha 284 habitantes (densidade: 15,9 hab./km²).